# Granzima
I granzimi (parola macedonia che deriva da granuli ed enzimi) sono proteasi (più precisamente, serin proteasi) che sono attive nei granuli intracellulari delle cellule del sistema immunitario, in particolare nei linfociti T citotossici; la loro azione è significativamente agevolata dalla proteina perforina. Sono noti 11 diversi granzimi, elencati con le lettere dell'alfabeto latino dalla A alla M. I granzimi sono i principali responsabili dell'inizio dell'apoptosi delle cellule infettate da patogeni o, comunque, che hanno perso in modo irreversibile la loro funzionalità. L'importanza dei granzimi risiede dunque nella difesa contro le infezioni, nel riconoscimento antigenico in caso di trapianto d'organo allosterico, nel riconoscimento delle cellule tumorali e nelle reazioni che stanno alla base delle patologie autoimmuni.